# Adelantado
L'adelantado (spagnolo per “avanzato”, nel senso di “all’avanguardia”, “in avanscoperta”) era un titolo militare assegnato ad alcuni conquistadores spagnoli del XV, XVI e XVII secolo. Gli adelantados erano assegnati direttamente dal Re di Spagna e servivano a conferire il diritto di diventare Governatore e Giudice su una specifica regione, che avevano il compito di conquistare, in cambio dei fondi necessari per le prime esplorazioni, gli insediamenti e la pacificazione dell'area in nome della corona di Castiglia. Queste zone si trovavano solitamente all'esterno della giurisdizione di un Audiencia o di un Viceré, e gli Adelantados erano autorizzati a comunicare direttamente con il Consiglio delle Indie.

## La Reconquista
Il termine trae origine dalla Reconquista. Deriva dalla frase por adelantado (spagnolo per "in anticipo", nonostante si trovino anche traduzioni quali "chi va davanti" e "l'uomo più avanzato"), che a sua volta è un calco del termine arabo al-muqaddám. Il termine viene già usato nell'XI secolo in alcuni documenti castigliani e navarri, ma non si specificano diritti e doveri derivanti dal titolo. Il primo adelentado di cui si abbia conoscenza fu nel 1253, negli appena conquistati territori di "La Frontera" (Andalusia). Fu in quel periodo che le Siete Partidas, commissionate da Alfonso X di Castiglia, precisano maggiormente i poteri dell'ufficio. Il codice di Leggi creò un ufficio chiamato Adelantado mayor, che era contemporaneamente un giudice intermediario, ubicato nella gerarchia giuridica tra giudici locali e corte reale, ed un ufficiale esecutivo, diretta rappresentanza del Re, insignito di mandati reali nell'area assegnatagli. Molti nominati provenivano dall'alta nobiltà della famiglia reale. Dopo il successo in Andalusia l'istituzione venne introdotta nei territori settentrionali della penisola, fondendosi con l'antico ordine giuridico dei merino.

## Oltreoceano
Il termine Adelantado continuò ad essere utilizzato durante la conquista delle isole Canarie e venne modificato nel tempo. Durante la colonizzazione delle Americhe e dell'Asia ogni carta definiva poteri diversi per ogni Adelantado, a volte in maniera vaga, il che spesso portava a confusioni, come nel caso tra Juan de Oñate ed il Viceré della Nuova Spagna. A volte il titolo era ereditario, altre volte no. Con la pubblicazione delle Ordenanzas de descubrimientos, nueva población y pacificación de las Indias (Ordinanze sulle scoperte) nel 1573 i titoli di adelantado vennero regolarizzati, nonostante si noti una decisa diminuzione del conferimento del titolo dopo questa data, soprattutto grazie alla nascita di audiencias, governatorati e vicereami. Le ordinanze sono utili per il fatto che chiariscono i diritti spesso vantato dagli adelantado. Stabilirono che gli adelantados, per il fatto di essere governatori e giudici dei nuovi territori, avevano il diritto di assistere alle cause civili e penali, di nominare regidores ed impiegati dei cabildo di ogni città fondata, di nominare tesorieri ad interim, di promulgare ordinanze riguardo all'uso delle miniere, di creare nuovi distretti e di organizzare le milizie ed i loro capitani.
Il primo uso fatto in America del termine adelantado fu per mano di Bartolomeo Colombo, fratello di Cristoforo Colombo, che con questo titolo governò Hispaniola durante l'assenza del fratello tra il 1494 ed il 1498. In seguito venne ereditato da Diego Colón dopo molte dispute. Tra gli altri conquistadores che vantarono questo titolo si ricordano:
- 1512: Juan Ponce de León per Florida e Bimini, rinnovato nel 1524 al figlio Luis
- 1514: Vasco Núñez de Balboa per il mare del Sud
- 1518: Ferdinando Magellano per le Isole delle Spezie e Diego Velázquez de Cuéllar per Yucatán e Cozumel
- 1529: Francisco Pizarro per il Perù e Pedro de Mendoza per l'Argentina
- 1535: Pedro Fernández de Lugo per Santa Marta (essendo figlio di Alonso Fernández de Lugo, Adelantado di Tenerife e La Palma, fu un adelantado di seconda generazione)
- 1537: Hernando de Soto per l'America settentrionale
- 1565: Pedro Menéndez de Avilés per la Florida
- 1571: Miguel López de Legazpi per le Indie orientali spagnole